# Aeródromo Torreón
El Aeródromo Torreón (OACI: SCKT) es un terminal aéreo ubicado 2 kilómetros suroeste de la localidad de Coelemu, provincia de Itata, región de Ñuble, Chile. Es de propiedad pública.